# モアエニイ
モアエニイ（MoreAny）はMore Anyにより2002年8月1日から日本国内向けにサービスが開始されたネットゲームである。プラットフォームを問わず、Internet ExplorerなどのWebブラウザが搭載されている端末で動作する。
2003年11月30日サービスが終了した。モアエニイにおいて培われた財産は、何らかのかたちで後続サービス（プレイアルク）に引き継がれるとされたが、2009年現在後続サービスの開始時期は未定である。

## 概要
公式ウェブサイトであるモアエニイはパラレルワールドの位置づけにあり、プレイヤーは地球からモアエニイに移住し、そこで生活を送るという設定である。
クリア条件はなく、自立生活のやりこみや他の利用者との交流を主としている。
副名を「総合ゲームコミュニケーションサイト」と銘打ち、ゲーム理念は「ゲームを通じた交流」に重きを置いている。そのためコミュニケーション機能はたびたび追加された。
当初、利用者の多くは10代から20代前半とみられていたが、前記のコミュニケーション機能や、利用者の攻略サイトとブログを通じ、中年層や主婦が生活の合間にプレイしていたことも判明した。これにより多年齢層間の交流が生まれ、上述の理念は達成したといえる。
```
いままで、かたくなに鎖国をつづけてきたモアエニイが外交を開始しました。
平行世界にある「地球」からも、インターネットという技術を使い、ぞくぞくと人が移住してきています。

--公式
ウェブサイト
『おしらせ - 
2002年
8月1日
 モアエニイが外交を開始』
```

## ゲーム内容
プレイヤーはわずかな資金（通貨をAny-Gまたはエニジーという）をもとに生産活動を行う。
モアエニイはウルズプレイス、アンサズプレイス、ウィンプレイス、イェーラプレイス、ラドプレイス、ブランクプレイス5つの惑星で構成されており、それぞれに特色をもっている。

### 生産活動
生産活動の主体となるのがイェーラプレイスにある未開拓地での活動あり、本ゲームにおけるやりこみの醍醐味である。
未開拓地には書斎、農園、厨家のいずれかが建設でき、これらは常時改築が可能である（詳細は後述する）。

### 資金調達
主要な資金調達手段は以下のとおり。
- 書斎で執筆した本を出版する。他のプレイヤーに買われると、販売冊数に応じて印税が支払われる（印税アップのエピソードは「書斎」の項に記述する）。
  - 印税 …（2002年12月6日まで）売上の1/10（2002年12月7日から）売上の4/11
- 農園で栽培した野菜をオークションに出品する。他のプレイヤーに買われると、購入者から落札価格が支払われる。
  - 栽培した野菜は手元に置いておくことができ、厨家に建て替えて調理したのち出品することで、一般的に販売価格が上げられる。
- 厨家で調理した料理をオークションに出品する。他のプレイヤーに買われると、購入者から落札価格が支払われる。
- 書店の運営。プレイヤーが自店にて本を購入すると売上の一部が支払われる（詳細は「本屋の民営化」の項を参照）。
- トレジャーをクリックする。100から300Any-Gがランダムで手に入る。まれにとぶ エニジーとなっていることがあり、この場合取得金額がアップする。天気との関連が囁かれたが（後述）、詳細は不明瞭なままである（システム変更のエピソードはドーニーの項に記述する）。
- 不要の物をオークションに出品する。他のプレイヤーに買われると、購入者から落札価格が支払われる。
- 紹介用URLからモアエニイの新規プレイヤー登録があると200Any-Gが支払われる。
- カジノ。ラドプレイスに組み込まれることが告知されたが、実質サービス終了まで利用はできなかった（エニジーとチップの交換レートは随時変動していた）。
- 宝くじ。100Any-Gにつき1組5桁の数字が購入でき、毎週土曜日に発表される当選番号に下桁からかぞえ、1つ以上でも一致すると当選金額が支払われる。
  - 1等当選金は最低100,000Any-Gで、当選者がいないと最大1,000,000Any-Gまでキャリーオーバーされる。
  - 上位当選金額は莫大だが期待値の低さから、資金の少ないプレイヤーの購入は推奨されない。

### コミュニケーション
主要な交流ツールは以下のとおり。
- ボーティスシステム、えにめーるシステム
- ターミナルユニット（ブログパーツ）
- 宅配サービス（特に記念日宅配）
- 本の販売促進所
- 住宅街
- テレビ局、テレビ
- 総合掲示板
- 国営広場
- FAQラウンジ

### 登場キャラクター
主要な登場キャラクターは以下のとおり。
義賊のドーニー
モアエニイ内の各所に名前が登場する。アルクアティークへの登場を示唆した記述も見受けられる。
ドーニーの登場以前、プレイヤーの収入源であるトレジャーはモアエニイのトップページに安置されていたが、登場以後は、ドーニーが住宅街の家々に配分するトレジャーを探さなければならなくなった。トレジャーはプレイヤーの誰かが見つけるたびに出現場所が移動するため、これを安定した収入源にすることが難しくなった。
おっちょこちょいでお人よしの義賊「ドーニー」がモアエニイに来たことが明らかになりました！　ドーニーは、悪者からお金を盗むと、恵まれない家に毎日少しずつお金を置いていきます。早速動いたドーニーは、誤って住人の宝箱を盗んでしまったとのことです。--公式ウェブサイト『おしらせ - 2002年 9月1日 義賊のドーニー参上！』
トレジャーより多くのエニジーが得られるとぶ エニジーの登場はドーニーによるものとされる。
モアエニイ保安隊がその行方を追っている義賊「ドーニー」についての新しい情報です。ドーニーは、効率よくエニジーを配るために「とぶ エニジー」を入手したとのことです。「とぶ エニジー」は、これまで伝説上の宝物とされていましたが、立ち入り禁止になっているラドプレイスに侵入したドーニーが見つけたことにより、実際に存在していたことが証明されました。ドーニーは、現在も行方を暗ましています。--公式ウェブサイト『おしらせ - 2002年 12月23日 義賊のドーニーについての情報』
ねずちゅー
モアエニイ内の各所に名前が登場する。
主食はねずはつかだいこん。雑食と予想されるがホースレッドペッパーは口にしない。
建築協会事務局長（本名不明）
ビーバーを彷彿とさせる姿をしている。建築具のような道具を脇に抱えている。口調がやや大阪のおばちゃんくさい。
住宅街の無償分譲は建築協会事務局長によるものとされる。
外交の開始を記念して、建築協会はイェーラプレイスの土地と家を新住民に無料で提供することを発表しました。建築協会は、移住完了と同時に新住民の家を完成させる技術を確立しました。--公式ウェブサイト『おしらせ - 2002年 8月1日 無料での家提供を開始』
本の専門店会長（本名不明）
スーツを着用した猫。書店の民営化（後述）後、事業拠点をアルクアティーク内ヴェンラウグに移動する旨を示唆した記述も見受けられる。

## 書斎
本を執筆し出版、販売し資金が得られる。購入者のレビューがつき、売上ランキングが発表されることで農園、厨家にはない達成感が得られる為、書斎を利用する人口は他の2設備をしのぎダントツの人気がある。
その一方で、費やした時間に対しての収入は微々たるもので、売上ランキングの上位にランクインしない限り、安定した収入が得られないとうジレンマもある。
執筆者の多くが採算のとれない実情から、印税が2002年12月7日より「売上の1/10」から「売上の4/11」に引き上げられたが、やはり元のとれない執筆者は多い。
オリジナル小説の出版が多い。売上が多い傾向にあるジャンルは、執筆者を対象としたHTML技術関連の実用書と、モアエニイでのノウハウを記述した攻略本など。複数の執筆者から作品の提供を受け、エッセイや小説を集めた週刊誌や月刊誌を出版するプレイヤーもおり、これも人気を博した。
- 使用可能なHTMLは制限される。
- エニイスタイル（後述）が使用できる。
- 作品は出版前に「著作物の無断転載がないか」「公序良俗に反しないか」などがチェックされる。
- 出版後も前項の問題に該当すると発覚した作品は取り扱いが中止される。
- 販売価格は執筆者本人が自由に設定できる。
- 1作品あたりの執筆に必要な費用 … 「高級原稿用紙:100Any-G」、「使い捨てのペン:350Any-G」もしくは「万年筆:700Any-G」。

※使い捨てのペンは1回の執筆で消費されるが、万年筆は数回使用できる。
※価格はオークションなどを利用せず公式の販売店で購入した場合。

## 農園
農地の開拓、畑作業をし、1週間に1度野菜を収穫する。先人の書（農園のマニュアル）には最低限の世話の仕方しか記載されておらず、最良とされる明確な育て方は土地の状態を見ながら試行錯誤してみつけるしかなく、そんななか価値の高い野菜や新種を生み出す者は他のプレイヤーから「カリスマ農家」と呼ばれ、尊敬の念を置かれた。
貴重な野菜はオークションで高値で取り引きされ、購入者はコレクションにしたり厨家での料理に使用するなどした。
書斎の人気には勝らずとも、達成感という意味では書斎に引けを取っておらず、1週間かけてゆっくり世話ができる利点から、プレイにあまり時間の取れない成人した社会人のプレイヤーが多く好む傾向にある。
- サービス終了時点までに、少なくとも90種あまりの野菜が発見された。
- 1回あたりの野菜作りに必要な費用 … 「野菜の種:10Any-G」、「肥料:100Any-G」、「水まきホース:500Any-G」、「脱水ポンプ:1000Any-G」。

※肥料、水まきホース、脱水ポンプの使用は任意。
※肥料は1回の使用でなくなる。
※モアエニイの画面左に常に表示される「天気」（晴天、晴れ、雨、雷雨、嵐、雪、まれにエニジーなど）に大きく左右される為、短波受信テレビ（5,000Any-G）を購入し週間の天気をチェックするプレイヤーも多い。
※価格はオークションなどを利用せず公式の販売店で購入した場合。

## 厨家
食材を使い料理をする。特有のパラメータ「集中」「器用」「センス」「あえる力」「炒める力」「煮る力」があり、料理の経験を積んで能力を上げていく。高価な野菜を使い、かつ各パラメータ値が高いほど価値の高い料理が完成する。
- 作る料理の種類は「サラダ系」「炒めもの系」「スープ系」から選ぶが、過去に「ピタ系」を完成させた者もいる。ピタ系を完成させる調理手法はあきらかとなっていないが、このことからサービス終了時点においても未発見の料理があったと予想される。なお、ピタ系の料理はほとんど出回らず、オークションに出品されたピタ系の料理はかなりの高額で取り引きされた。
- サービス終了時点までに、少なくとも190種あまりの料理が発見された。
- ラドプレイスがサービス終了まで利用できなかった為、料理は実質コレクション以外の意味をもたなかった（後述の「料理は天まで届くか」でのみ役割を果たした）。

## 住宅街
ブランクプレイスの住宅街では、「家」と称した電子掲示板付きのウェブサイトスペースが得られる。スペースは「電子掲示板」と「自由に書き換えのできる1ページ」と少なめである為、「たとえば名刺代わりに使ってほしい」との案内が掲示されている。なお、キーワード検索により嗜好の近いプレイヤーの家を訪問するサービスも提供されていた。
フリースペースの編集方法
- お手軽建築（テンプレートから作成）
- 自分で設計（HTMLの直接編集。HTMLの使用が可能な者向け）

## 重大な出来事

### 書店の民営化
次の理由から2003年8月22日より書店の運営が運営元からプレイヤーに受け渡された。
- 書店が増えることによるエニジーの流れの活性化（自由競争による期待）。
- 出版される本全体の質向上への期待（最終的に本の販売を決めるのが一般プレイヤーに移ることで、出来映えの悪い本は店頭にさえ並ばなくなる）。
- 各書店が売上向上の為に特集ページやキャンペーンを企画することで、まいにち相当数の本が出版されるさなか、良作が埋もれる事態を防ぐ。
- つまり、本の販売促進所の設置後も上述「執筆者のジレンマ」が解消しなかった為に取られた処置である。

書店の運営希望者は多かったが、運営開始には莫大な資金（10,000Any-G）が必要であり、ある程度やりこんだプレイヤーしか書店がもてず、少なからず疑問の声があがった。これに運営元は「書店主が店を放置し、本の流通そのものが停止することを懸念しての決定（安易な書籍流通への参画を防止する為に設けたハードル）」と説明している。
収入は「本の仕入れ値（執筆者の設定した価格の2/5） - 割引分（任意設定）」。

### エニイスタイル
2003年2月10日より「エニイスタイル」が使用できるようになった。モアエニイ内の各所はHTMLタグの使用が制限されており、「エニイスタイル」はそれを補うモアエニイ内専用のマークアップ言語である。
使用方法
"#"から始まる半角英数文字で記述する（ただし任意部分は全角文字が使用できる）。青色の部分の記述は必須だが内容は任意。

| 基本スタイル          | 効果 | 記述例                                          |
| --------------------- | --- | ----------------------------------------------- |
| #img.option           | optionに決められた半角英数文字を入力することで、対応する画像を表示する。 smile1…笑顔1 smile2…笑顔2 agape…ぽかんとした顔 tears…泣き顔 heart…ハート ……など。その他、公表されていない隠し画像も存在する。 | #img.smile1                                     |
| #link.text.id.town    | 住宅街の家へのリンクをはる。id（半角英数）で番地を指定し、textに表示する文字を記述する。 | #link.a000000番地へのリンク.a000000.town        |
| #link.text.id.bbs     | 家の掲示板へのリンクをはる。id（半角英数）で番地を指定し、textに表示する文字を記述する。 | #link.a000000番地の掲示板へのリンク.a000000.bbs |
| #link.text.id.auction | 特定のオークションへのリンクをはる。id（半角英数）で AUCTION ID を指定し、textに表示する文字を記述する。AUCTION IDは、各オークションの「オークション情報」で確認できる。                               | #link.おにぎり出品中.a000000.auction            |
| #link.text.id.book    | 特定の本の紹介ページへのリンクをはる。id（半角英数）で Book IDを指定し、textに表示する文字を記述する。Book IDは、各本の紹介のページで確認できる。                                                      | #link.私の新書.a000000.book                     |
| #link.text.anymail    | 自分宛てに「えにめーる」を送信するリンクをはる。textに表示する文字を記述する。 | #link.えにめーる.anymail                        |
| #link.text.botis      | 自分がボーティスされるためのリンクをはる。textに表示する文字を記述してください。 | #link.ボーティス.botis                          |

### サービス終了騒動(1)
2003年4月1日公式ウェブサイト上で、2003年4月7日でモアエニイの全サービスを終了する旨と、開発中のMMORPGが株式会社プレイアルクに委託される旨が発表された。突然のサービス終了にプレイヤーは動揺したが、掲載箇所をスクロールすると意味深に「にやり」と表示されたことや、PDFファイルのみの告知であったことから、プレイヤーの中からはエイプリルフールのジョークではないかという推測もあがった。その通り同日の午後には「本日12:00まで、義賊のドーニーのイタズラにより文書が一部書き換えられていました。現在は、正確なものを掲載しております。」との文が追記され、PDFファイルは何のことはないサーバメンテナンスの終了を伝える内容に書き換えられた。大方の予想通り運営元のジョークであると判明したが、同年11月には本当のサービス終了を知らせる告知文が掲載されるに至る。
なお、株式会社プレイアルクは架空の企業であるが、後継ゲーム「アルクアティーク」の制作チーム名がプレイアルクであり、同公式ウェブサイトのドメインはplayalk.comである。

### サービス終了騒動(2)
2003年11月8日公式ウェブサイト上で、2003年11月30日でモアエニイの全サービスを終了する旨と、開発中のMMORPGがプレイアルクに委託される旨が発表された。モアエニイにおいて培われた財産は、何らかのかたちでアルクアティークに引き継がれるとしている。後継ゲームのタイトルはアルクアティーク（ARK Atieck）（詳細は「アルクアティーク」を参照）。

### 新サービス開始
2009年7月29日に新サービスarkを開始すると、モアエニイ参加者に向けてメールが届いた。

## 過去のイベント

### 野菜コンテスト
出展した野菜の価値で順位が決められ、上位者には賞金が授与される。サービスの終了により一回しか開催されなかった。
ルール
- 賞金 … 最優秀野菜賞:7,000Any-G　　優秀野菜賞:2,000Any-G　　若干優秀野菜賞:1,000Any-G
- エントリー期間中にひとり1点まで野菜のエントリーができる。
- 購入した野菜でもエントリーできる。
- エントリーされた野菜の価値で順位が決定される。
- 価値が同じ野菜が入賞した場合は、各賞金は山分けとなる。
- エントリーされた野菜は、コンテスト終了後に返却される。
- エントリー料は無料。
- 一度エントリーすると変更できない。

第一回結果
- エントリー期間は2002年9月1日から2002年9月7日まで。2002年9月8日に結果が発表された。

| 受賞名         | 受賞者     | 出展野菜の名称 | 出展野菜の価値 |
| -------------- | ---------- | -------------- | -------------- |
| 最優秀野菜賞   | ドラどら   | 鳳凰の野菜     | 至徳の鮮菜     |
| 最優秀野菜賞   | 白虎       | 鳳凰の野菜     | 至徳の鮮菜     |
| 優秀野菜賞     | クジラ21世 | ひょうたんナス | 72             |
| 優秀野菜賞     | J.ZERO     | ムーンビーン   | 72             |
| 優秀野菜賞     | クエドラ   | ムーンビーン   | 72             |
| 優秀野菜賞     | 神官ムサシ | ムーンビーン   | 72             |
| 若干優秀野菜賞 | プッチスラ | ならびきゅうり | 70             |
| 若干優秀野菜賞 | ちゃーち   | ならびきゅうり | 70             |
| 若干優秀野菜賞 | faith      | さんたらのめ   | 70             |

### 料理は天まで届くか
正式なタイトルは料理は天まで届くか -The reindeer may soar over the moon.-。2002年12月に「もっとあるくんです」（次項を参照）と同時開催されたクリスマス企画。それまで用途のなかった料理が活用ができるイベントであり、料理をため込んだプレイヤーが多く参加した。
```
月影に雪が遊ぶある夜、空から一頭のトナカイがやってきました。
トナカイは、24日の24:00までに空の向こうに帰らなければなりません。
でも、トナカイには もうその体力が残っていません。
体力のつくご飯をたくさん食べて、トナカイは帰ることができるのでしょうか？
 
--公式
ウェブサイト
『料理は天まで届くか』
```

ルール（掲載文のまま）
- トナカイに、あなたの料理を少し分けてください。
- 24日の24:00までに、みなさんが分けてくれた料理のおいしさの合計が200000を超えれば、トナカイは空の向こうに帰ることができます。
- 期間内なら、料理をいくつでも分けられます。
- 200000に達すれば、参加してくれたみなさんには、今しか手に入らないアイテムがトナカイからもらえるかも…？
- 200000に達すれば、おいしい料理をたくさん分けてくれた人にはトナカイからのプレゼントがあるかも…？
- 一度料理を分けると、その料理は返ってきません。時間までにおいしさの合計が200000に達しなかった場合に限り、分けてもらった料理はすべて返却されます。

協力の結果
- 協力合計: 1,012,404
- クエドラ: 305,129
- 白虎: 223,409
- Hiroki: 209,924
- 哲矢: 79,052
- The管理人: 35,130
- ディロン: 21,592
- 桃次郎: 18,854
- isida: 17,524
- 神官ムサシ: 13,125
- エイジ: 9,333

### もっとあるくんです
正式なタイトルはクリスマス企画 【もっとあるくんです】。個人ウェブサイト所持者は「サイト参加者」としてエントリーし、ラリー参加者はそれら「サイト参加者」のウェブサイトを回り、各所に設置されたバナーをクリック（スタンプ）する。2002年12月24日から2002年12月29日までの期間開催され、サイト参加者とラリーの達成上位者には賞品が授与された。

## その他
ミュージックプレイヤー
「精神感応プレーヤー」を購入するとモアエニイのプレイ中にBGMが流せる。音楽はミュージックストアで84種類販売。
フリーメールサービス
モアエニイの利用登録にはパソコンのメールアドレスが必要であり、このことからモアエニイにはフリーメールサービス「モアメール」が併設されていた。
タイトルロゴ
画面上に表示されるモアエニイのロゴは通常MoreAnyと星のモチーフであるが、季節により変化する。
- 1月 … 通常とデザインの違うMoreAnyにコマと門松
- 3月 … 通常とデザインの違うMoreAnyに卒業証書
- 4月 … 通常とデザインの違うMoreAnyに桜とウグイス
- 5月5日 … 通常とデザインの違うMoreAnyに兜
- 8月(1) … 通常ロゴに風鈴とすだれ
- 8月(2) … 通常ロゴに花火
- 10月 … 通常とデザインの違うMoreAnyに紅葉
- 10月末日 … 通常とデザインの違うMoreAnyにカボチャ畑とジャックランタン

時間の経過ごとにロゴの星部分がジャックランタンに食べられていく演出があった。
- 12月 … 通常とデザインの違うMoreAnyに雪うさぎと雪だるま
- クリスマス … 通常とデザインの違うMoreAnyにクリスマスツリーと窓から室内を覗くサンタクロース

レアアイテム
レアアイテムはイベントなどで配布された限定1個のアイテムである。所持者は「レアアイテム所持者リスト」に名前が記載される。まれにオークションに出品され相当な高値で取り引きされる。
ラドプレイス
MMORPG。モアエニイのメインコンテンツとなる予定があったがサービス終了まで立ち入り禁止（開発途中）となっており、ここでの利用を想定した「料理」や「相棒」などは実質的に最後までコレクション目的以外に用途のないアイテム、ツールとなった。
詐欺
詐欺か、それに近い行為により他のプレイヤーからエニジーをだまし取るプレイヤーがおり注意が喚起されている。
- 手口1　クイズ懸賞本を販売し、実際には賞金を支払わないよう逃れる。
- 手口2　オークションに福袋と称して商品を出品し、商品説明とは異なる落札者に粗悪なアイテムを送りつける。

青い鳥
農園に常にいる青い鳥が一時期いなくなったことから、共存していた卑しい視線のかかしが焼き鳥にして食べた、などの噂が飛び交った。真相は謎のまま現在に至る。